# 6 Brygada Kawalerii Narodowej

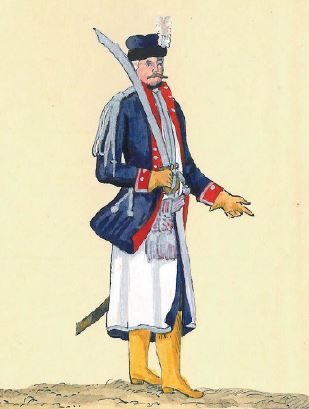
Oficer 2 Wołyńskiej Brygady Kawalerii Narodowej Zielonki

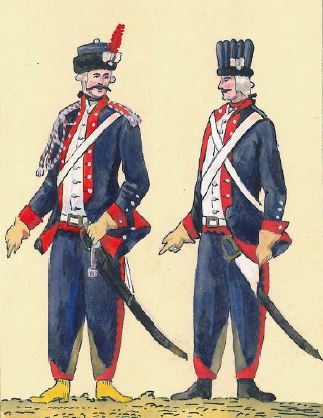
Towarzysz i szeregowy 2 Wołyńskiej Brygady Kawalerii Narodowej

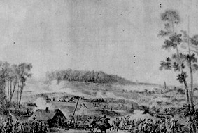
J.P. Norblin, Bitwa pod Zieleńcami

6 Brygada Kawalerii Narodowej – brygada jazdy koronnej Rzeczypospolitej Obojga Narodów.

Inne nazwy: 
1. W okresie istnienia czterech brygad – do jesieni 1789: 2 Brygada Kawalerii Narodowej w Dywizji Ukraińskiej i Podolskiej (potocznie: 2 Ukraińska Brygada Kawalerii Narodowej)[1]
2. po reorganizacji i utworzeniu ośmiu brygad w 1789: 2 Wołyńska Brygada Kawalerii Narodowej[2].

## Formowanie i zmiany organizacyjne
Utworzona w 1776 z chorągwi husarskich i pancernych. 
W październiku 1789 roku rozpoczęto reorganizację brygad kawalerii. Z dwóch chorągwi I Ukraińskiej BKN i dziesięciu chorągwi II Ukraińskiej Brygady KN utworzono 2 Wołyńską Brygadę Kawalerii Narodowej brygadiera Rocha Jerlicza, a jej chorągwiom nadano numery od 61 do 72. Brygada była kontynuatorką II Brygady KN w Dywizji Ukraińskiej i Podolskiej. Początkowo wchodziła w skład teoretycznie istniejącej Dywizji Wołyńskiej i Kijowskiej. Po zmianie podziału wojska weszła w skład Dywizji Wołyńskiej i Podolskiej. Proces rozbudowy i translokacji poszczególnych chorągwi trwał wiele następnych miesięcy.  W czerwcu 1791 liczyła 1755 koni.
Wiosną 1792 roku, w przededniu wojny z Rosją uzyskała swój najwyższy rozwój organizacyjny i liczyła etatowo 1818 ludzi, a faktycznie 1792. W marcu 1792 stacjonowała w Jampolu.
6 maja 1793 wcielona do wojsk rosyjskich pod nazwą Brygady Dniestrzańskiej. Po wybuchu powstania kościuszkowskiego, brygadzie nie udało się przebić się przez kordon i została przez Rosjan rozwiązana.

## Stanowiska
Białocerkiew, Łabuń (1779), Mohylew, Żwaniec, Tulczyn (1789), Jampol (1792), Janowiec nad Wisłą (wrzesień 1792), okolice Dniepru (1793).

## Walki i potyczki
Brygada uczestniczyła w wojnie z Rosją w 1792 roku. W 1793 roku brygada pozostała za kordonem rozbiorowym i w kwietniu wcielono ją do wojska rosyjskiego.
Żołnierze tej brygady walczyli pod Serbami (22 maja 1792), Nową Sieniawką (11 czerwca 1792), Zieleńcami (17 czerwca 1792), Bereziem (18 lipca 1792) oraz pod Markuszowem (26 lipca 1792).

## Żołnierze brygady
Do jesieni 1789 roku sztab brygad składały się z brygadiera, vicebrygadiera, kwatermistrza, audytora i adiutanta. Nowo uchwalony etat poszerzał sztab brygady o trzech majorów i adiutanta. Zgodnie z prawem ustanowionym 9 października 1789 roku brygadier, vicebrygadier i major  mieli być wybierani przez króla spośród przedstawionych mu przez Komisję Wojskową w połowie osób zgodnie ze starszeństwem i zdatnością ze służby czynnej i w połowie spośród rotmistrzów z kawalerii narodowej i rodaków wracających ze służby zagranicznej. Pozostałych oficerów sztabu fortragował brygadier.
Komendanci
- Michał Zielonka (1 września 1776)[b],
- gen. mjr Roch Jerlicz (1786−1792),
- gen. mjr Maciej Perekładowski (10 XII 1792−)